# Afonso Sardinha
Afonso Sardinha , o Velho, foi um sertanista da Capitania de São Vicente, natural de Portugal. Em 1589 ele e seu filho (Afonso Sardinha,o Moço) descobriram, em uma de suas excursões, minério de ferro no  Morro de Araçoiaba - próximo à atual cidade de Iperó, estado de São Paulo. Afonso Sardinha, o Velho, morreu depois do filho, em 1616.

## História

### A terra
No século XVI, a região de Sorocaba, era o ponto para onde convergiam e a que se limitavam os indígenas Tupi do rio Tietê, os Tupiniquins e os Guaianazes de Piratininga, os Carijós dos campos de Curitiba, os Guaranis de Paranapanema e outros das nascentes desse rio, sendo lugar muito percorrido e conhecido por diversas tribos, o que facilitou ao colonizador suas empreitadas. Por volta de 1589, numa entrada liderada por Afonso Sardinha, descobriu-se minério de ferro no Morro Araçoiaba.

### Estada no Brasil
Não se pode afirmar quando Afonso Sardinha, português, chegou à Capitania de São Vicente. Tampouco se sabe onde nasceu nem a data. Deve porém ter sido dos mais velhos moradores da Capitania. Ao chegar, foi morar na Capitania de Santos. Em seu testamento, fala em papéis de crédito que um pirata inglês lhe havia levado, em várias transações próprias de quem negocia com navios e cargas. Ao chegar a São Paulo, em data ignorada, mas anterior a 1570, montou depósitos de açúcar e adquiriu casas que alugava aos vigários. Finalmente adquiriu uma grande fazenda pelo que se diz que em 1580 seriam homem de posses. Fazia, no fim do século XVI, vir negros da África como escravos. Enviava mercadorias à Metrópole ao menos uma vez por ano. Analfabeto como quase todos, assinava o nome com uma cruz com três hastes. Em seu Testamento, de 13 de novembro de 1592, descreve seus bens, especialmente uma grande Fazenda que, segundo vários autores, seria na região de Parnaíba. Foi casado com Maria Gonçalves. Não tinha filhos com ela mas um, ilegítimo e mameluco, de alguma índia. No seu testamento, declara expressamente "o que faço por não ter herdeiro forçado(herança legítima) a quem de direito deva deixar a minha fazenda (bens) porque Afonso Sardinha, o Moço, é havido depois de eu ter casado com minha mulher e por eu já ter dado a ele o que devia lhe ter já dado de minha fazenda até 500 cruzados, nos quais entram as terras onde está no Amboaçava…"  Era uma grande soma o que prova a sua riqueza.
Aparece pela primeira vez em Livros de Atas e de Registro da Câmara de São Paulo, em 1575, ao tomar posse como Almotacel. Depois, em 1576 e 1577, seu nome aparece como vereador. Entre 1578 e 1586, não há menção. Em 1587, foi eleito Juiz e se manteve vereador. Tomou posse em 27 de Janeiro. Teria vivido na Vila nos dois anos seguintes, pois, em 1592, foi nomeado para comandar um grupo (uma verdadeira bandeira) que avançou pelo sertão para acabar com as invasões dos índios. Aliás, em 1585 (fato que pode explicar sua ausência da Vila de São Paulo), tomou parte na expedição de Jerônimo Leitão para os lados de Paranaguá, para combater os índios Carijós.
Em 9 de julho de 1615 ainda, com sua mulher Maria Gonçalves, fez doação ao altar de Nossa Senhora da Graça do Colégio de Santo Inácio, da vila de São Paulo, de todos os seus bens móveis e de raiz, com terras de Carapicuíba, por serem casados há 60 anos sem herdeiros. Afonso Sardinha o Moço era bastardo e mesmo assim já morrera.

### Bandeira
Diversas vezes comandou expedições militares contra os índios. Não foi, até 1593, membro de qualquer entrada para preagem de índios ou procura de ouro. Dedicava-se mais a negócios comerciais e residia na Vila de Santos (depois da de São Paulo), mas foi um Bandeirante, sendo inclusive nomeado «Capitão da Gente de São Paulo» para cuidar da defesa da Vila contra as incursões e dar fim ao gentio invasor.

### O grande feito: forja de ferro
Em 1597, depois de descobrir minério de ferro magnetítico no morro de Araçoiaba, Sardinha instalou a que talvez seja a primeira operação siderúrgica das Américas:  duas  forjas para produção de ferro, que duraram pelo menos 20 anos. Em 1980 foram encontradas ruínas que provavelmente referem-se a esse empreendimento. O minério de Araçoiaba foi, muito posteriormente, aproveitado pela Fábrica de Ferro de  Ipanema em Iperó,São Paulo. Este fato conferiu a Afonso Sardinha o título de Fundador da Siderurgia Brasileira.